# Лавров, Сергей Владимирович
Лавров, Сергей Владимирович (26 марта 1965, Алма-Ата, Казахская ССР, СССР — 20 октября 2011, Заилийский Алатау, Казахстан) — казахстанский альпинист, заслуженный мастер спорта РК по альпинизму (1997). Участник Первой Казахстанской экспедиции на Эверест (20 мая 1997 года). Покоритель 7 восьмитысячников планеты (1997-2007). «Снежный барс» (2004). Неоднократный призёр и двукратный чемпион РК по альпинизму в высотном классе, в том числе и в качестве руководителя. Чемпион открытого первенства СНГ по альпинизму в высотном классе в 2001 году. Награждён медалью «Ерлігi Yшін» (За мужество, 1997). Инструктор II категории. Профессиональный горный гид.

## Восхождения

### Программа «Снежный барс»
В 2004 году выполнил программу «Снежный барс» (восхождения на пять высочайших вершин на территории бывшего СССР):
- пик Хан-Тенгри (7010 м) – 9 раз с 1992 по 2010 гг.

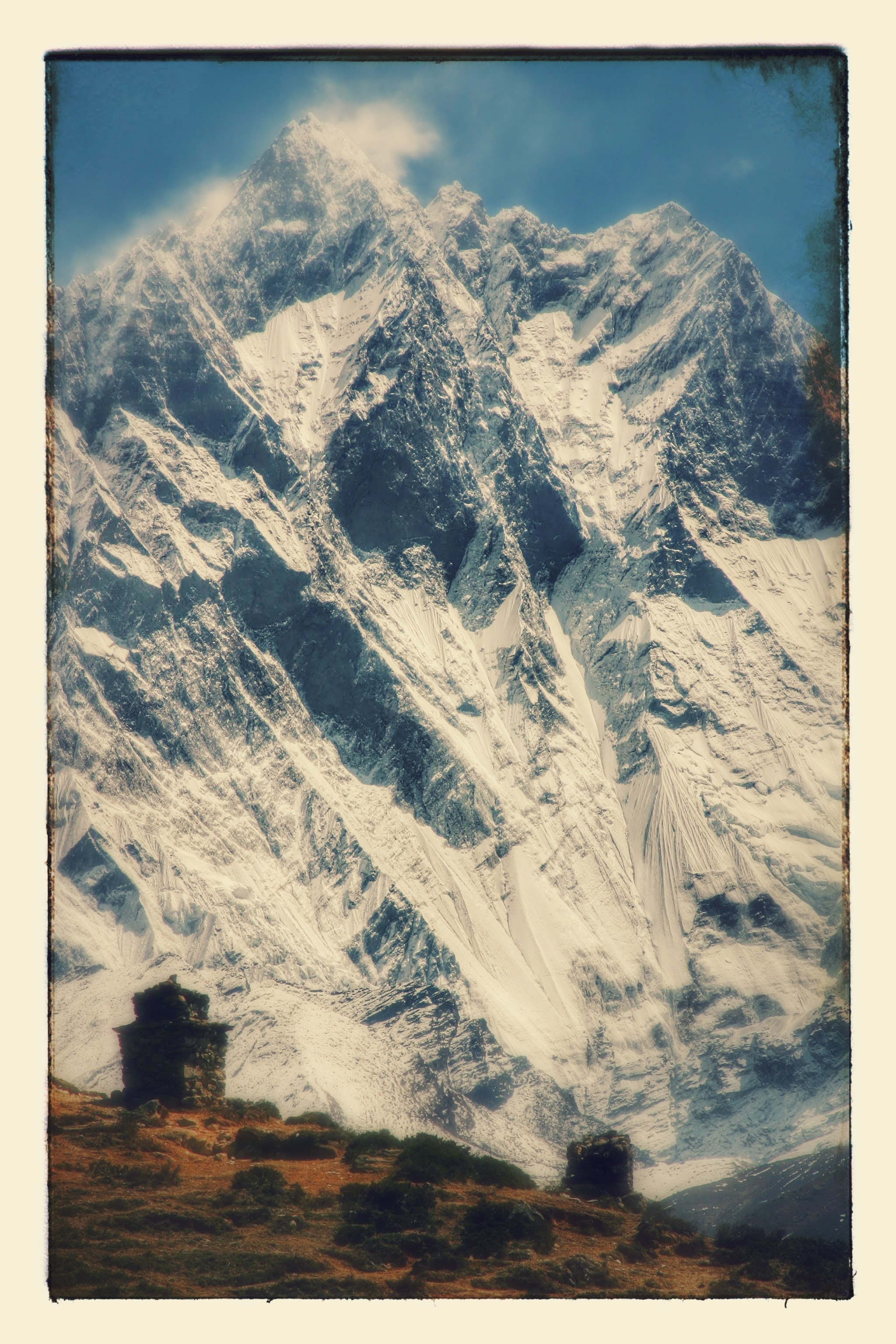
Восьмитысячник Лхоцзе, фото 2006

- пик Победы (7438 м) с севера по классическому маршруту 6А – 1996 и 1998 [1]
- пик Ленина (7142 м) – 1999 [2] и 2008
- пик Коммунизма (7495 м) по маршруту Бородкина 5Б – 2004
- пик Корженевской (7105 м) – 2004

### Программа «Семь вершин»
- пик Эверест (8848), Азия, Гималаи, Непал – 1997
- пик Аконкагуа (6956 м), Южная Америка, Анды, Аргентина – 1998 [3], 2008
- пик Мак-Кинли (6142 м), Северная Америка, Кордильеры, Аляска – 1999 [4]
- стратовулкан Килиманджаро (пик Ухуру, 5895 м), Африка, Танзания – 2003, 2007
- пик Эльбрус (5642 м, зап. вершина), Европа, Кавказ – 2008
- Массив Винсона 4897 м, Антарктида – 2008

### Восьмитысячники
В проекте КАЗАХСТАНСКАЯ СБОРНАЯ НА ВЫСОЧАЙШИХ ВЕРШИНАХ МИРА :
- Эверест (8848 м.) по классическому маршруту с севера 5Б — 20 мая 1997 [6]
- Гашербрум I (Хидден-пик, 8068 м.) по классическому маршруту через японский кулуар 5Б — 14 августа 2001
- Гашербрум II (8035 м.) по классическому маршруту с юго-запада 5А — 20 августа 2001 [7]
- Канченджанга (8586 м.) по классическому маршруту с юго-запада 6А — 14 мая 2002 [8]
- Нанга-Парбат (8126 м) по маршруту Кинсхофера 6А — 18 июня 2003
- Броуд-пик (8046 м) по классическому маршруту 5А — 17 июля 2003 [9]

В составе экспедиции Казахстана (Trekking Club):
- Чо-Ойю (8201 м) северо-западный гребень 5Б, — 12 мая 2007 [10]
- В мае 2009 года участвовал в Казахстанской экспедиции "Траверс Лхоцзе-Эверест 2009", в ходе которой в лавине на Лхоцзе (8516 м) погиб Сергей Самойлов. Максут Жумаев вернул Лаврова с высоты 8400 м.[11].

### Значимые восхождения
За период с 1996 по 2008 гг. Сергеем Лавровым было совершено более 35 восхождений 5-й и 6-й категории трудности.
- пик Демавенд (5671 м), Иран – 2000 [12].
- Двойное восхождение — пик Хан-Тенгри (7010 м) и пик Победы (7438 м) по классике 6А – 2010

## Трудовая деятельность
Горный гид МАЛ "Хан-Тенгри" . Горный гид команд “Снежные барсуки” и “8 вершин.KZ” – восхождения и походы выходного для в Заилийском Алатау, хижина “Туюк-Су” 2550 м, занятия с начинающими, организация экспедиций во все горные районы мира (Гималаи, Каракорум, Анды, Памир, Тянь-Шань, Кавказ, Килиманджаро, массив Винсона в Антарктиде и др).

## Обстоятельства гибели
Погиб 20 октября 2011 года во время восхождения с клиентом в лавине, неожиданно сошедшей со склона пика Маншук Маметовой в Заилийском Алатау под Алма-Атой .